# Cantone di Blagnac
Il Cantone di Blagnac è una divisione amministrativa dell'Arrondissement di Tolosa.
A seguito della riforma approvata con decreto del 13 febbraio 2014, che ha avuto attuazione dopo le elezioni dipartimentali del 2015, è passato da 4 a 6 comuni.

## Composizione
I 4 comuni facenti parte prima della riforma del 2014 erano:
- Beauzelle
- Blagnac
- Cornebarrieu
- Mondonville

Dal 2015 i comuni appartenenti al cantone sono i seguenti 6:
- Aussonne
- Beauzelle
- Blagnac
- Cornebarrieu
- Mondonville
- Seilh